# Horismenus lixivorus
Horismenus lixivorus is een vliesvleugelig insect uit de familie Eulophidae. De wetenschappelijke naam is voor het eerst geldig gepubliceerd in 1907 door Crawford.